# Tomorrow Never Dies
Tomorrow Never Dies från 1997 är den 18:e James Bond-filmen producerad av EON Productions.

## Handling
När ett brittiskt stridsfartyg försvinner spårlöst tror många att skulden är kinesernas, men Bonds chef, M, tror istället att den skyldige är mediamogulen Elliot Carver, som försöker provocera fram en konflikt mellan Storbritannien och Kina för att få högre tittarsiffror. M beordrar Bond att återuppta romansen med Carvers fru för att få mer information.

## Om filmen
- Det är den andra av Pierce Brosnans totalt fyra Bondfilmer (de övriga är Goldeneye, Världen räcker inte till och Die Another Day).
- Detta är den första filmen som har fått musiken komponerad av britten David Arnold, som även skrev musiken till de två följande filmerna.
- En av filmens producenter, Michael G. Wilson, gör en cameoroll i scenen då Elliot Carver talar planer över bildtelefon.

## Rollista (i urval)
| Pierce Brosnan     | – James Bond                                                    |
| Jonathan Pryce     | – Elliot Carver                                                 |
| Michelle Yeoh      | – Wai Lin                                                       |
| Teri Hatcher       | – Paris Carver                                                  |
| Ricky Jay          | – Henry Gupta                                                   |
| Götz Otto          | – Stamper                                                       |
| Joe Don Baker      | – Jack Wade                                                     |
| Vincent Schiavelli | – Dr. Kaufman                                                   |
| Judi Dench         | – M                                                             |
| Desmond Llewelyn   | – Q                                                             |
| Samantha Bond      | – Miss Moneypenny                                               |
| Colin Salmon       | – Charles Robinson                                              |
| Geoffrey Palmer    | – Amiral Roebuck                                                |
| Cecilie Thomsen    | – Professor Inga Bergstrom, kvinna som lär Bond danska i Oxford |

### Fotnoter
1. ↑  ”Tomorrow Never Dies” (på engelska). Box Office Mojo. 17 juli 1997. http://www.boxofficemojo.com/movies/?id=tomorrowneverdies.htm. Läst 27 augusti 2016.